# Colli Orientali del Friuli Schioppettino
Le Colli Orientali del Friuli Schioppettino est un vin rouge italien de la région Frioul-Vénétie Julienne doté d'une appellation DOC depuis le 20 juillet 1970. Seuls ont droit à la DOC les vins rouges récoltés à l'intérieur de l'aire de production définie par le décret. Les vignobles autorisés se situent au nord - est de la province d'Udine dans les communes de Tarcento, Nimis, Faedis, Povoletto, Attimis, Torreano, San Pietro al Natisone, Prepotto, Premariacco, Buttrio, Manzano, San Giovanni al Natisone et Corno di Rosazzo.
Le Colli Orientali del Friuli Schioppettino répond à un cahier des charges moins exigeant que le Colli Orientali del Friuli Schioppettino riserva et le Colli Orientali del Friuli Schioppettino superiore.
Voir aussi l’article Colli Orientali del Friuli Cialla Schioppettino.

## Caractéristiques organoleptiques
- couleur: rouge rubis intense tendant vers un rouge grenat
- odeur: délicat, caractéristique avec des arômes de petits fruits rouges
- saveur: sèche, plein, harmonique, velouté

Le Colli Orientali del Friuli Schioppettino se déguste à une température comprise entre 14 et 16 °C. Il se gardera 2 - 4 ans.

## Production
Province, saison, volume en hectolitres :
- Udine (1990/91) 578,9
- Udine (1991/92) 951,73
- Udine (1992/93) 975,51
- Udine (1993/94) 1142,5
- Udine (1994/95) 1273,22
- Udine (1995/96) 971,74
- Udine (1996/97) 1332,66